# ＃ (cali≠gariのシングル)
「# 娑婆乱打 編」（シャープ しゃばらんだへん）と「# 東京43時00分59秒 編」（シャープ とうきょう43じ00ふん59びょうへん）は、日本のロックバンド、cali≠gariのメジャー5枚目のシングル。
2011年8月24日発売。

## 概要
「# 娑婆乱打 編」と「# 東京43時00分59秒 編」の2タイプで販売された。「# 東京43時00分59秒 編」のM-3、すべてが狂ってる〜あんまり狂ってない編〜は、ヴァージョン違いでアルバム11に収録された。

## 曲目

### 娑婆乱打 編
1. 娑婆乱打
（作詞･作曲:石井秀仁）
2. トイトイトイ
（作詞･作曲:石井秀仁）
3. 東京、43時00分59秒
（作詞･作曲:桜井青）

### 東京、43時00分59秒 編
1. 東京、43時00分59秒
（作詞･作曲:桜井青）
2. 娑婆乱打
（作詞･作曲:石井秀仁）
3. すべてが狂ってる〜あんまり狂ってない 編〜
（作詞･作曲:桜井青）